# Zaščitena označba porekla
Zaščitena označba porekla (ZOP) je ena od shem kakovosti, s katero so zaščiteni kmetijski pridelki in živila v Sloveniji in celotni Evropski skupnosti.
Ta shema kakovosti zajema kmetijske pridelke in živila, ki izvirajo iz določene regije, kraja ali države. Kakovost in značilnost kmetijskega pridelka ali živila so posledica geografskega okolja ter njegovih naravnih in človeških dejavnikov. Vsi postopki pridelave in predelave morajo potekati na določenem geografskem območju.
Zaradi boljše razpoznavnosti je od 02.07.2008 dalje z uredbo (CE) N. 628/2008 simbol spremenjen iz modre v rdečo barvo. 

## V Sloveniji zaščiteni kmetijski pridelki ali živila
Nanoški sir, Tolminc, Bovški sir, Mohant, Prekmurska šunka, Ekstra deviško oljčno olje Slovenske Istre, Kočevski gozdni med, Kraški med, Kraška jagnjetina, Kraški ovčji sir, Piranska sol.

## Italija
V Italiji so živila z zaščito označbe porekla označena s oznako »DOP« (Denominazione di origine protteta), italijanska vina z zaščito označbe porekla pa z oznako »DOC« (Denominazione di origine controllata).